# 제임스 (밴드)
제임스(영어: James)는 1982년 잉글랜드 맨체스터 웰리 레인지에서 결성된 록 밴드이다. 그들은 1990년대 내내 인기를 끌었고, 영국 싱글 차트에서 4장의 톱 10과 영국 음반 차트에서 9장의 톱 10을 차지했다. 밴드의 가장 잘 알려진 싱글로는 "Come Home", "Sit Down", "She's a Star" 그리고 "Laid" 등이 있으며, 이는 미국 대학 라디오에서도 히트를 쳤다.
2001년 리드 보컬 팀 부스가 탈퇴한 후, 밴드는 활동을 중단했지만, 2007년 1월 재결합하여 7장의 앨범을 더 발표했다. 라이브 공연은 밴드 활동의 중심적인 부분으로 남아있다. 2010년 기준으로 이 밴드는 전 세계적으로 2,500만 장 이상의 앨범을 판매했다.

## 구성원
- 짐 글레니 – 베이스 기타, 백그라운드 보컬 (1982–2001, 2007–현재)
- 팀 부스 – 리드 보컬 (1982–2001, 2007–현재)
- 아드리안 옥살 – 리드 기타, 첼로 (1995–2001, 2015–현재)
- 데이비드 베인턴-파워 – 드럼, 타악기 (1988–2001, 2007–현재)
- 사울 데이비스 – 리듬 기타, 어쿠스틱 기타, 바이올린, 타악기, 백그라운드 보컬 (1989–2001, 2007–현재)
- 마크 헌터 – 키보드, 피아노, 프로그래밍 (1989–2001, 2007–현재)
- 앤디 다이어그램 – 트럼펫, 타악기, 백그라운드 보컬 (1989–1992, 2001, 2007–현재)
- 데비 녹스-휴슨 – 드럼, 타악기, 백그라운드 보컬 (2018, 2021–현재)
- 클로이 앨퍼 – 드럼, 타악기, 백그라운드 보컬 (2018–현재)

이전 멤버
- 폴 길버트슨 – 리드 기타 (1982–1985)
- 가번 웰런 – 드럼 (1982–1988)
- 마이클 쿨라스 – 리듬 기타, 백그라운드 보컬 (1997–2001)
- 래리 고트 – 리드 기타, 어쿠스틱 기타, 키보드, 플루트, 백그라운드 보컬 (1985–1995, 2001, 2007–2015)

이전 투어/세션 멤버
- 론 이든 – 드럼, 타악기, 백그라운드 보컬 (2014–2017)